# Collocaliodes collocalia
Collocaliodes collocalia är en fjärilsart som beskrevs av Sergius G. Kiriakoff 1957. Collocaliodes collocalia ingår i släktet Collocaliodes och familjen björnspinnare. Inga underarter finns listade i Catalogue of Life.